# Frederik Krarup
Frederik Christian Krarup, född 31 mars 1852, död 27 december 1931, var en dansk teolog.
Krarup blev teologie licentiat 1885, kyrkoherde i Mariager och Sorø, och erhöll avsked 1922. 1911 blev han teologie hedersdoktor vid universitetet i Oslo. Krarup var en av Danmarks främsta teologer och införde här den ritschlska teologin. Bland Krarups skrifter märks Religionsfilosofi (1902, 2:a utgåvan 1921), Livsforstaaelse (1915, 2:a utgåvan 1917), samt Fra Romantisme til Realisme (1930).

## Utmärkelser
- Riddare av Dannebrogorden,  1912[2]
- Dannebrogsmännens hederstecken,  1922[2]

[Redigera Wikidata]